# Robert John Strutt Rayleigh
Robert John Strutt, 4º barone di Rayleigh (Terling, 28 agosto 1875 – Braintree, 13 dicembre 1947), è stato un fisico inglese.

## Biografia
Figlio del più famoso John William Strutt Rayleigh, fu professore di fisica all'Imperial College dal 1908 al 1919 allorché, ereditato il titolo di lord, volle continuare le ricerche nel laboratorio fondato dal padre.
Eseguì importanti studi sull'età dei metalli contenuti nelle sostanze radioattive; di qui calcolò le età delle rocce terrestri e dall'esame delle meteoriti l'età del sistema solare. Per primo suggerì l'ipotesi che la particelle alfa emesse dalle sostanze radioattive fossero cariche di elettricità positiva.
Il suo nome è legato alla formula di Rayleigh che dà l'energia elettromagnetica irraggiata da un campo a temperatura in funzione della frequenza.